# Isenvad
Isenvad er en landsby i Midtjylland med 697 indbyggere  (2024), beliggende i Isenvad Sogn ca. 5 kilometer sydøst for Ikast. I byen finder man bl.a. et nyt multihus, Isenvad Sentrum, et projekt til ca. 25 mio, som blev indviet i 2013.
Isenvad ligger i Region Midtjylland og hører under Ikast-Brande Kommune.
Med en afstand på 47 km er Isenvad den bebyggelse i Danmark, der ligger længst fra kysten.

## Besættelsen
Under besættelsen var Isenvad var en af de byer, hvor man lavede nedkastninger af våben fra britiske flyvemaskiner, da byen var lille og omringet af meget buskads, men stadig med åbne pladser til at smide forsyningerne ned på. Da opsamlerne kunne nå at rykke væk, før tyskerne kunne ankomme fra barakken i Ikast eller Christianshede, var stedet et velegnet nedkastningsområde. Forsyningerne, der blev leveret til Isenvad, blev videregivet til Churchillgruppen.[kilde mangler]